# تیت مدرن

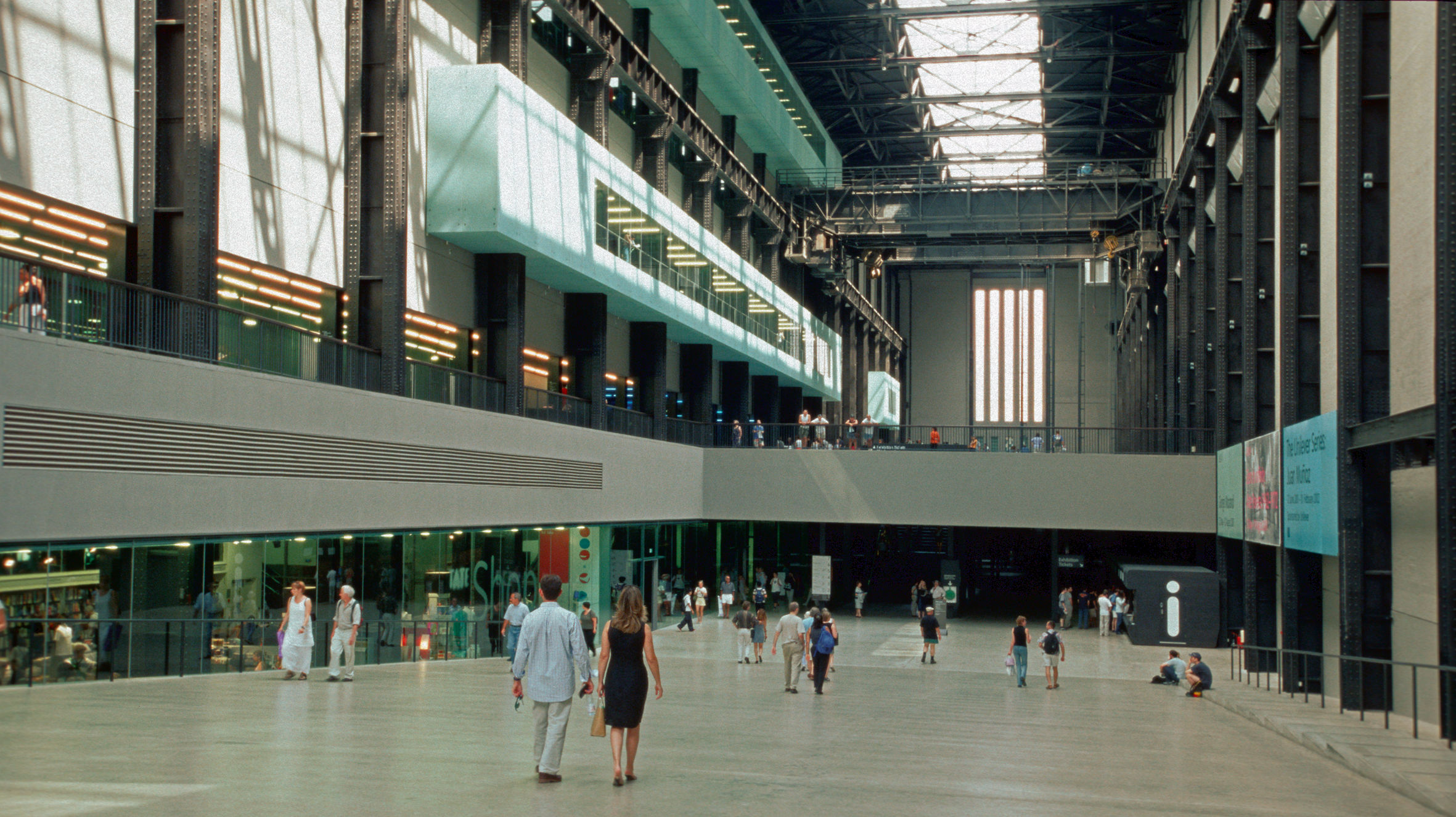
سالن توربین

تیت مدرن (به انگلیسی: Tate Modern) موزه هنرهای مدرن در لندن بریتانیا است. این موزه بخشی از مجموعه موزه‌های بریتانیا می‌باشد که شامل موزه تیت بریتانیا، موزه مدرن تیت، موزه سنت ایوز و تیت لیورپول می‌باشد. این مجموعه پربازدیدترین موزهٔ هنرهای مدرن در جهان با بیش از ۴٫۷ میلیون بازدیدکننده در سال است. این موزه در جای قبلی نیروگاه بنک‌ساید، در منظقهٔ بنکساید مرکز لندن است.

## نگارخانه

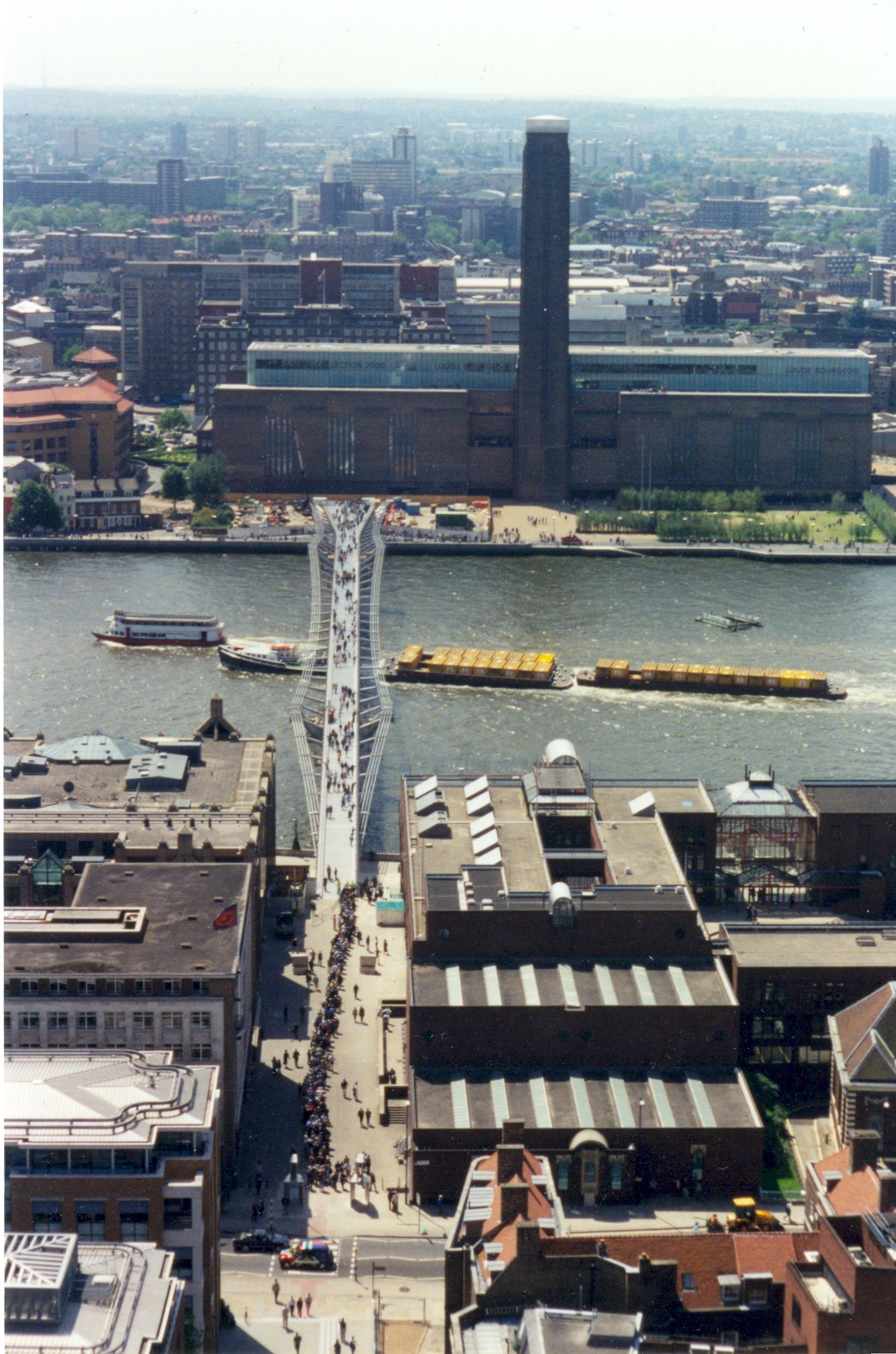
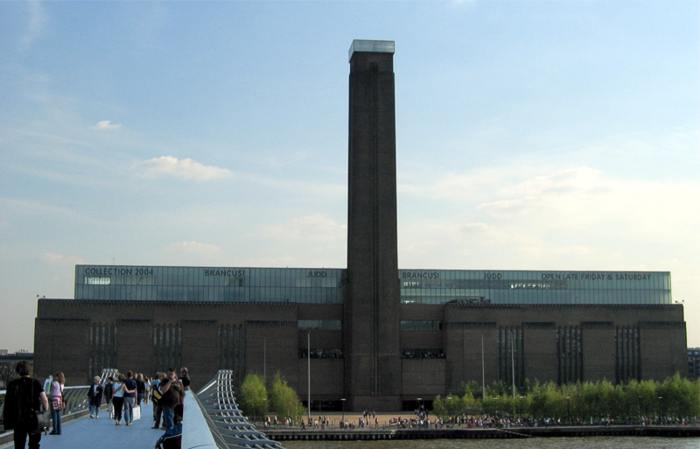
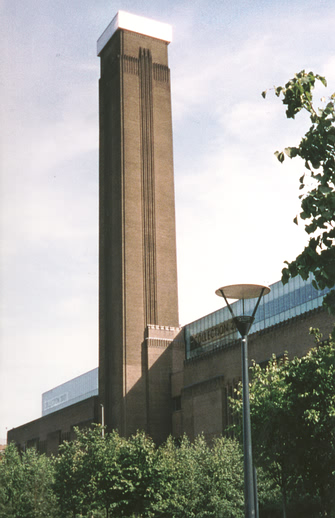
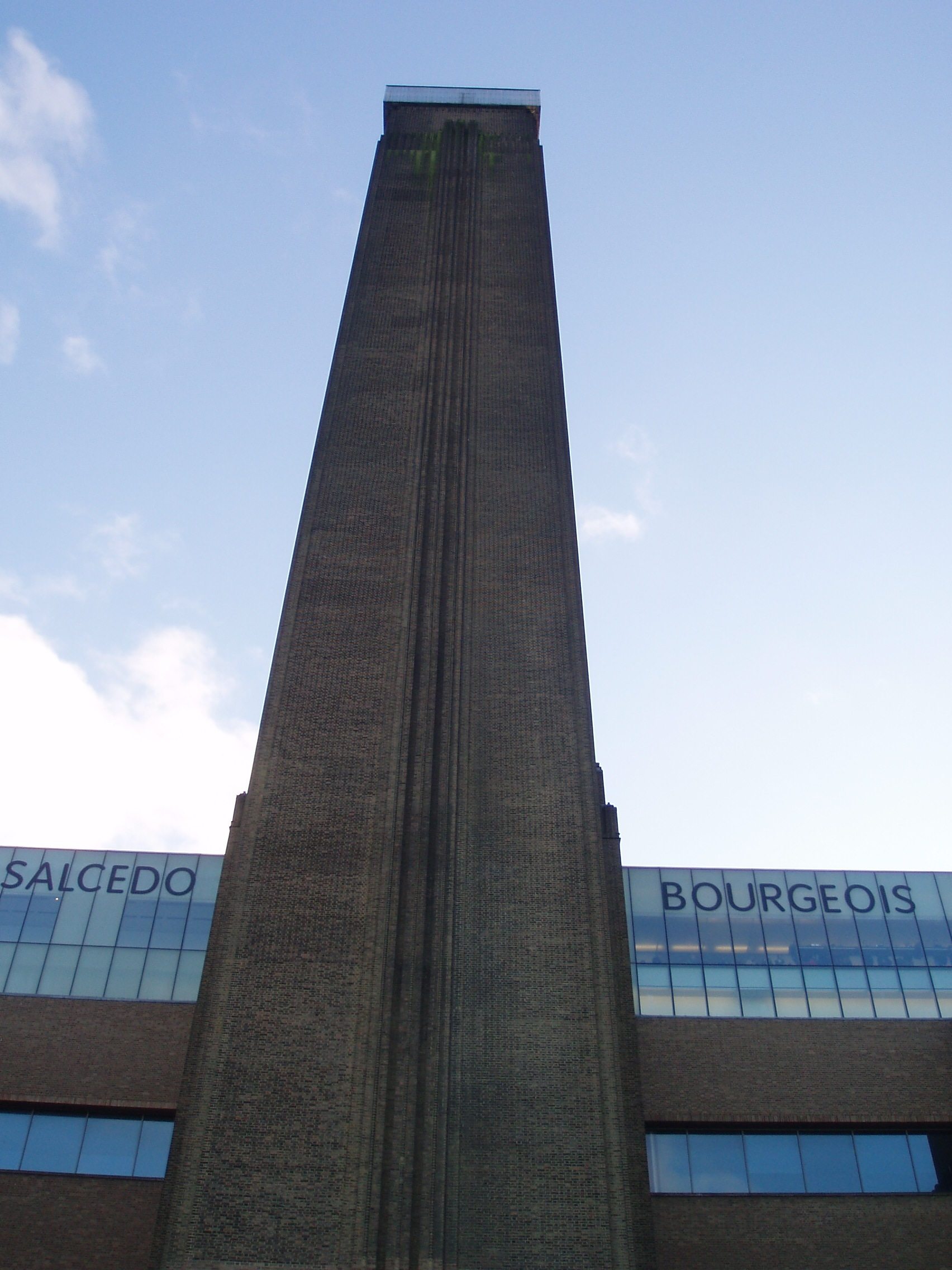
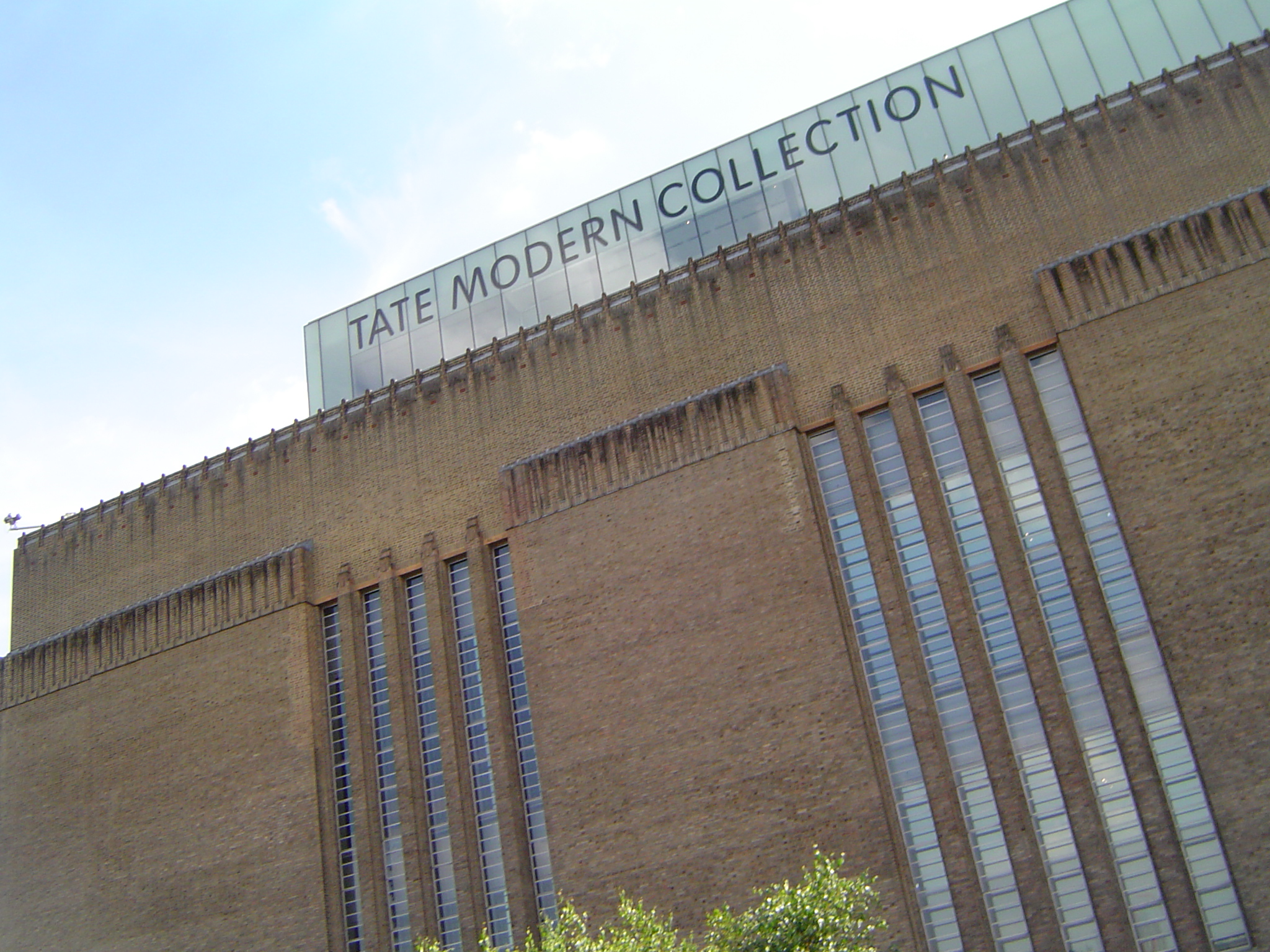
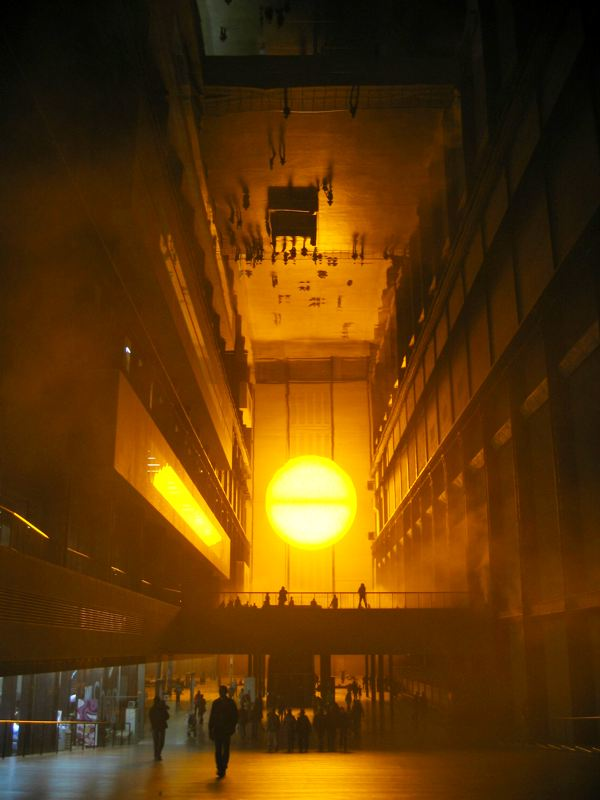
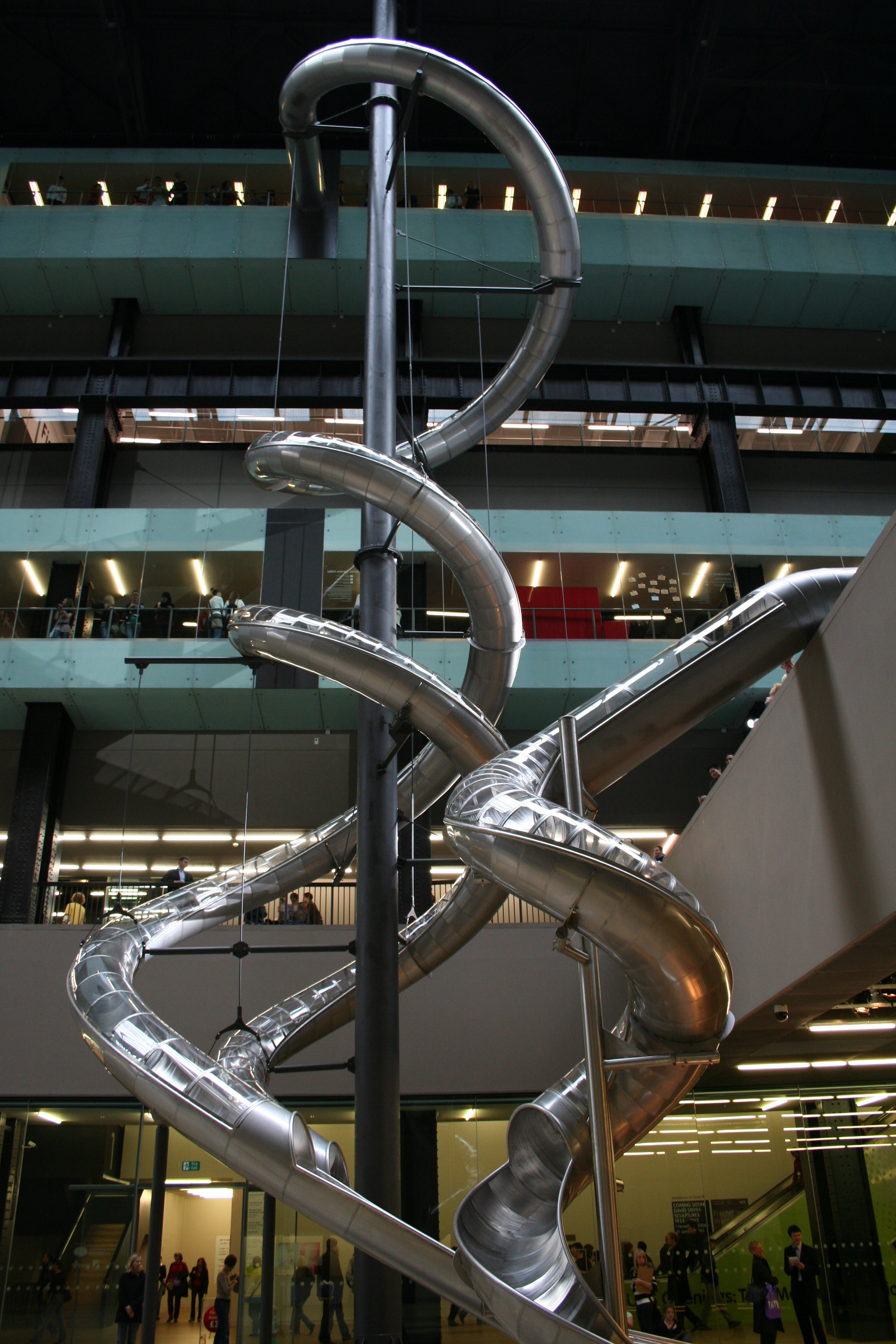
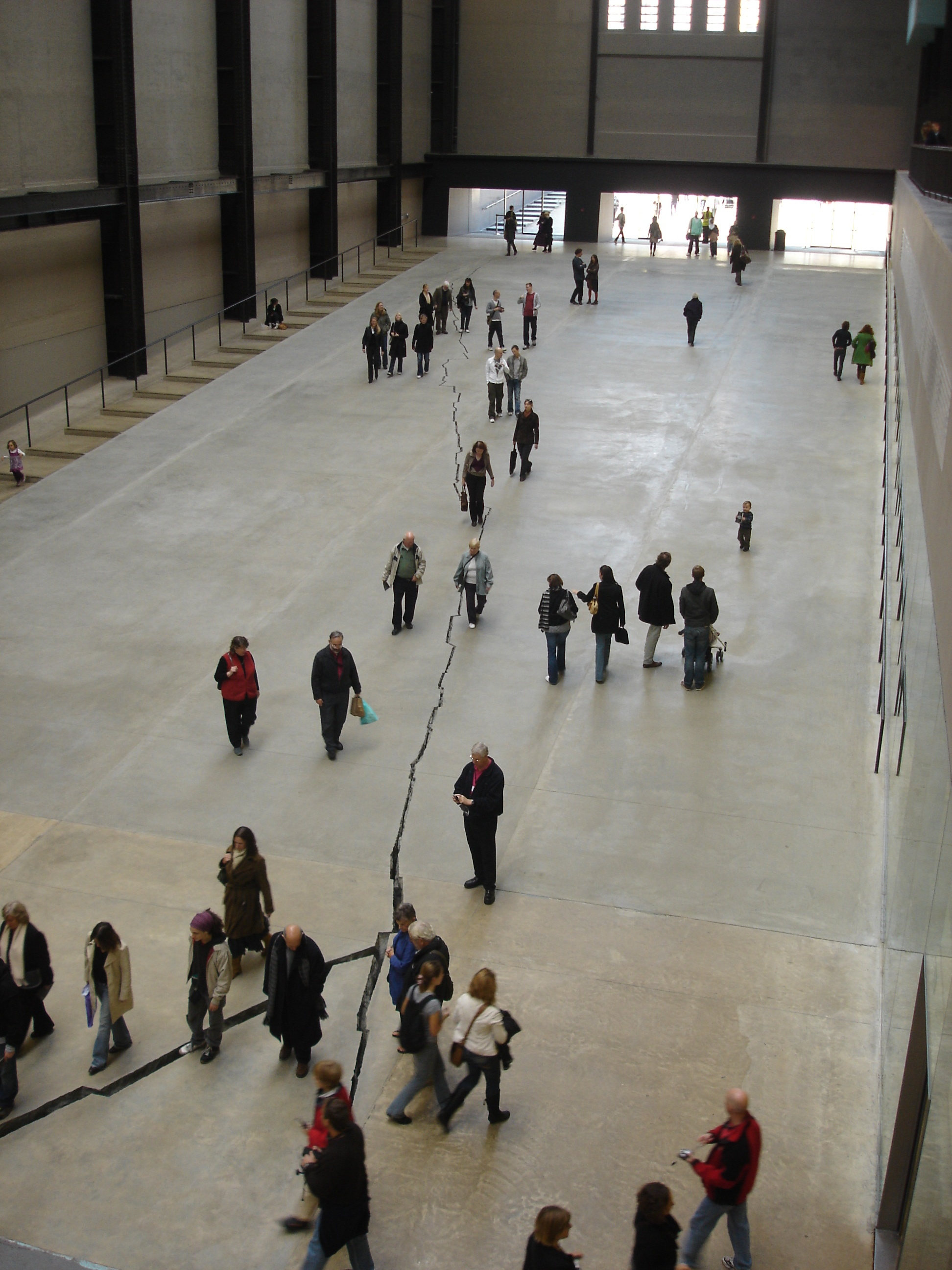